# 費麗切·德拉·羅維雷
費麗切·德拉·羅維雷（義大利語：Felice della Rovere，約1483年－1536年9月27日），又稱費麗切夫人（Madonna Felice），約出生於1483年的羅馬，她是教宗西斯都四世的姪子朱利亞諾·德拉·羅維雷樞機（即後來的儒略二世）與盧克雷齊亞·諾爾馬尼（Lucrezia Normanni）的私生女，也是文藝復興全盛期最有權勢的女性之一。
費麗切從小便受到良好的教育，並藉著自身的身分，很快地融入貴族圈，也因為受過良好教育及對人文主義有著濃厚的興趣，她也與一些學者、詩人交好。藉由他父親所安排的包辦婚姻，她嫁給了強大的貴族奧爾西尼家族的布拉恰諾領主、僱傭軍吉安·焦爾達諾·奧爾西尼（Gian Giordano Orsini），並透過這樁婚姻所帶來的財富，對羅馬教廷內外有著很大的影響力。其中最為人所知的事蹟是她曾代表儒略二世前去與法國王后締結一項和平協議，並在她的丈夫於1517年死後以領主夫人的身分打理領地事務十餘年。她還利用她父親給予的一筆資金買下位於帕洛（Palo，位於今拉迪斯波利  ）的城堡並開始參與糧食貿易。
費麗切對其他文藝復興時期的著名人物也有著一定的影響力，如凱薩琳·德·美第奇，我們可以從她們往返的書信中看出。

## 早年生活

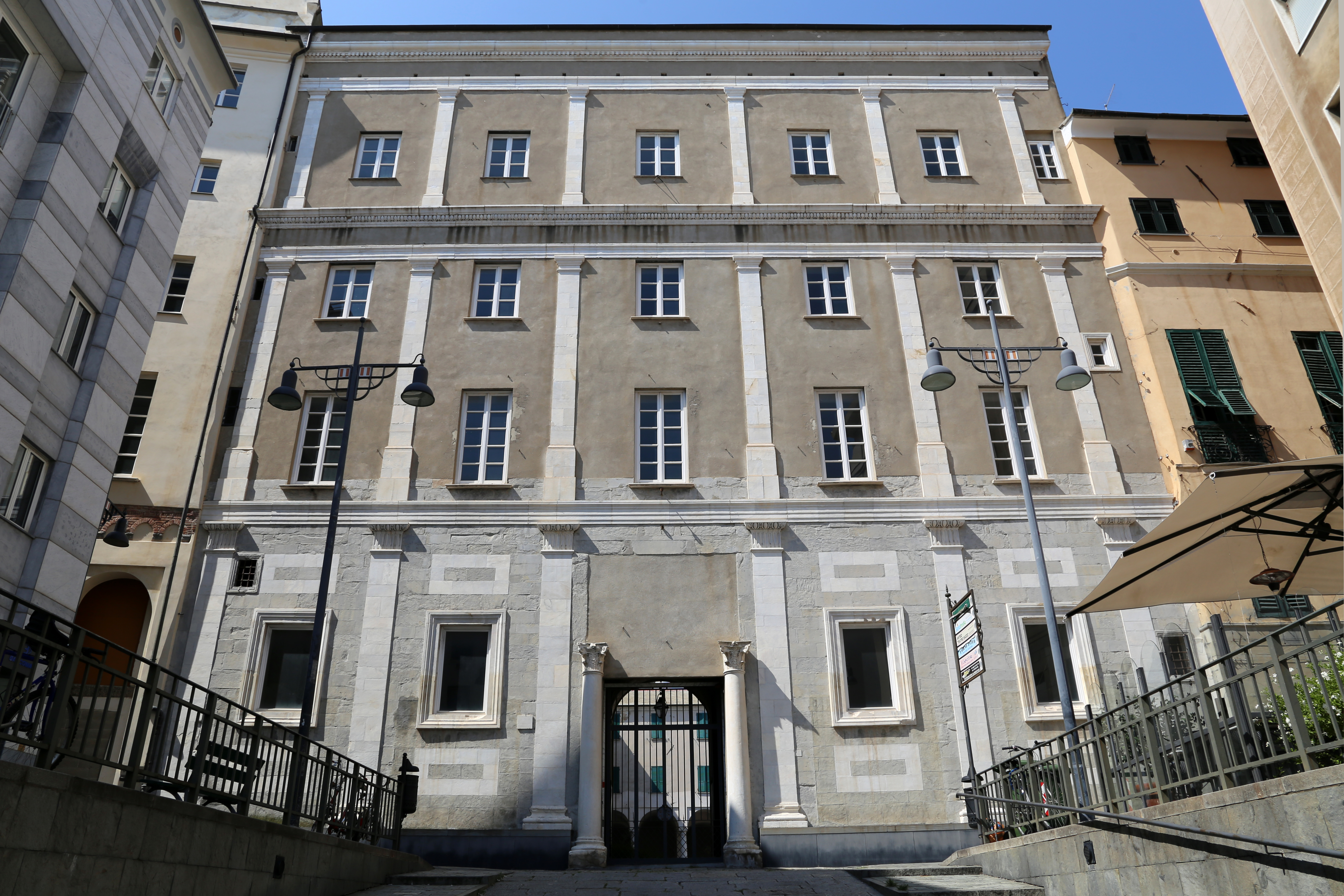
位於薩沃納的德拉·羅維雷宮 (薩沃納)，費麗切曾在此住過一段時間

費麗切精確的出生日期已無法考證，但普遍認為她於1483年左右生於羅馬。費麗切的母親盧克雷齊亞·諾爾馬尼出生於羅馬特拉斯提弗列，諾爾馬尼家族可追溯至11世紀，是羅馬最為古老的家族之一。費麗切的父親朱利亞諾·德拉·羅維雷出生於利古里亞的海邊小鎮，在被他的伯父教宗西斯都四世任命為阿維尼翁大主教之前他是方濟各會的一員。朱利亞諾在拜訪特拉斯提弗列時遇見了盧克雷齊亞，他們發展出一段相當短暫的關係，不久後盧克雷齊亞便懷了費麗切。
盧克雷齊亞之後嫁給了貝爾納爾迪諾·德·庫皮斯（Bernardino de Cupis），貝爾納爾迪諾為儒略二世的表哥，吉羅拉莫·巴索·德拉·羅維雷樞機工作，也因此獲得了不少的收入足以使盧克雷齊亞、費麗切及他的兩個同母異父弟妹喬凡尼·多梅尼科·德·庫皮斯（後成為一位樞機）及弗朗切絲卡（Francesca）過著舒適的生活。
費麗切早年與母親及弟妹住在繼父位於納沃納廣場的宅邸德·庫皮斯宮（Palazzo de Cupis，現在稱為Palazzo Tuccimei）中，但在他的父親朱利亞諾樞機於1494年試圖推翻波吉亞家族的亞歷山大六世失敗後，為了不使費麗切成為波吉亞家族威脅的目標，將她帶至薩沃納的德拉·羅維雷宮 (薩沃納)保護她的安全。

## 教育
費麗切早年生活的納沃納廣場是羅馬熱鬧的社會中心，這意味著這裡充斥著重要的商人、律師及教廷的秘書們，這些人也常常前去她家拜訪。隨著年紀的增長，費麗切開始對人文主義有著濃厚的興趣，並認識了一些前去拜訪梵蒂岡的學者及詩人，其中一名義大利哲學家及詩人喬凡尼·菲洛特奧·阿基里尼在他的詩Viridario中稱費麗切是一個可敬且值得讚揚的人。她也和人文主義學者希皮歐內·卡爾特洛馬丘（Scipione Carteromacho）熟識，因為希皮歐內與一位當時著名的出版商關係密切，費麗切獲得了許多義大利文及拉丁文的書籍。
費麗切非常喜愛閱讀，這從她龐大的藏書即可證明，她通過與來訪的義大利及外地學者的關係，收集了一些古代手稿及一些不知作者的書籍，即使大部分可能沒有什麼經濟價值。據推測，費麗切利用自己對教育及人文主義濃厚的興趣，獲得認可進入富有及強大的美第奇家族及貢扎加家族的宮廷社交圈。

## 第一段婚姻
費麗切在14或15歲時被她父親安排與一位不知名男士的婚姻，這名男子可能來自薩沃納或熱那亞並且與地方的政治有著強大的聯繫能使朱利亞諾樞機獲得益處。關於這個短暫的婚姻沒有留下太多的資料，我們只知道男方出於未知的原因死於1504年，而這讓費麗切不願再婚。在她第一任丈夫死後，她拒絕了幾個求婚者，其中包含她父親中意的薩雷諾親王羅貝爾托二世·山塞維利諾。在她的丈夫死後她有可能收到了退還的嫁妝，但這筆為數不少的資金只能使用在如果繼續未婚的費麗切身上，這也可能是一個費麗切不想再婚的原因，因為她想保持自己經濟上的獨立。

## 第二段婚姻

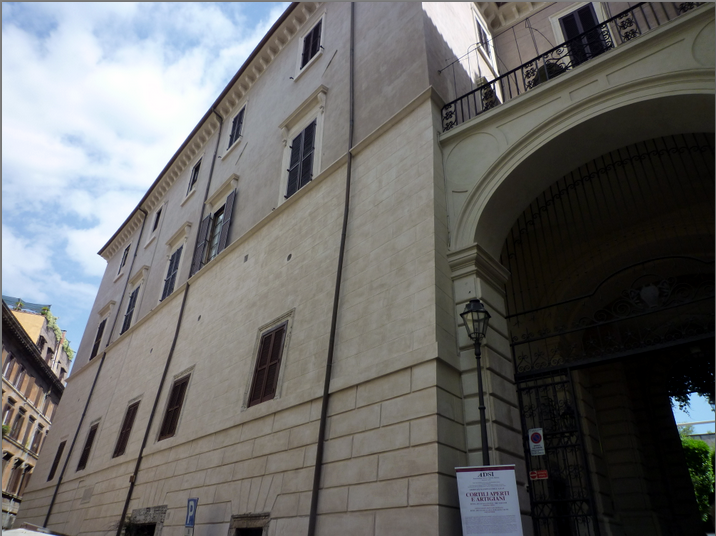
塔維爾納宮，吉安·焦爾達諾·奧爾西尼位於蒙泰焦爾達諾的主要資產

在朱利亞諾於1503年當上教宗儒略二世後開始幫費麗切尋覓第二任丈夫，費麗切並不算是個熱門的聯姻對象，雖然教宗的私生子女的確是個誘人的條件（如他的前任教宗英諾森八世與亞歷山大六世就安排子女與當時最為強大的名門貴族如美第奇家族、阿拉貢王朝、斯福爾扎家族及埃斯特家族聯姻）但儒略二世並不像前幾任教宗那麼鍾愛自己的子女，而且此時的費麗切已經20歲了，這個年紀在當時已算是晚婚。
即使如此，最後儒略二世還是為費麗切找到了合適的對象－來自羅馬最強大家族之一的奧爾西尼家族的布拉恰諾領主吉安·焦爾達諾·奧爾西尼（Gian Giordano Orsini），費麗切對這個婚姻感到滿意，因為這樣她就能繼續留在羅馬，而儒略二世也藉此得到了強大的盟友。
藉著透過將費麗切與奧爾西尼家族聯姻與將他的姪女盧克雷齊亞（Lucrezia）與另一個強大貴族科隆納家族聯姻，儒略二世期望這能結束奧爾西尼以及科隆納兩個家族間的世仇鬥爭。
吉安·焦爾達諾比費麗切年長20歲，是一個僱傭兵首領，費麗切是他的第二任妻子，他的第一任妻子是那不勒斯國王斐迪南一世的私生女阿拉貢的瑪麗亞（Maria d'Aragona），在她於1504年去世前與吉安·焦爾達諾育有三個孩子，分別是拿波列奧內（Napoleone）、卡洛塔（Carlotta）及弗朗切絲卡（Francesca）。

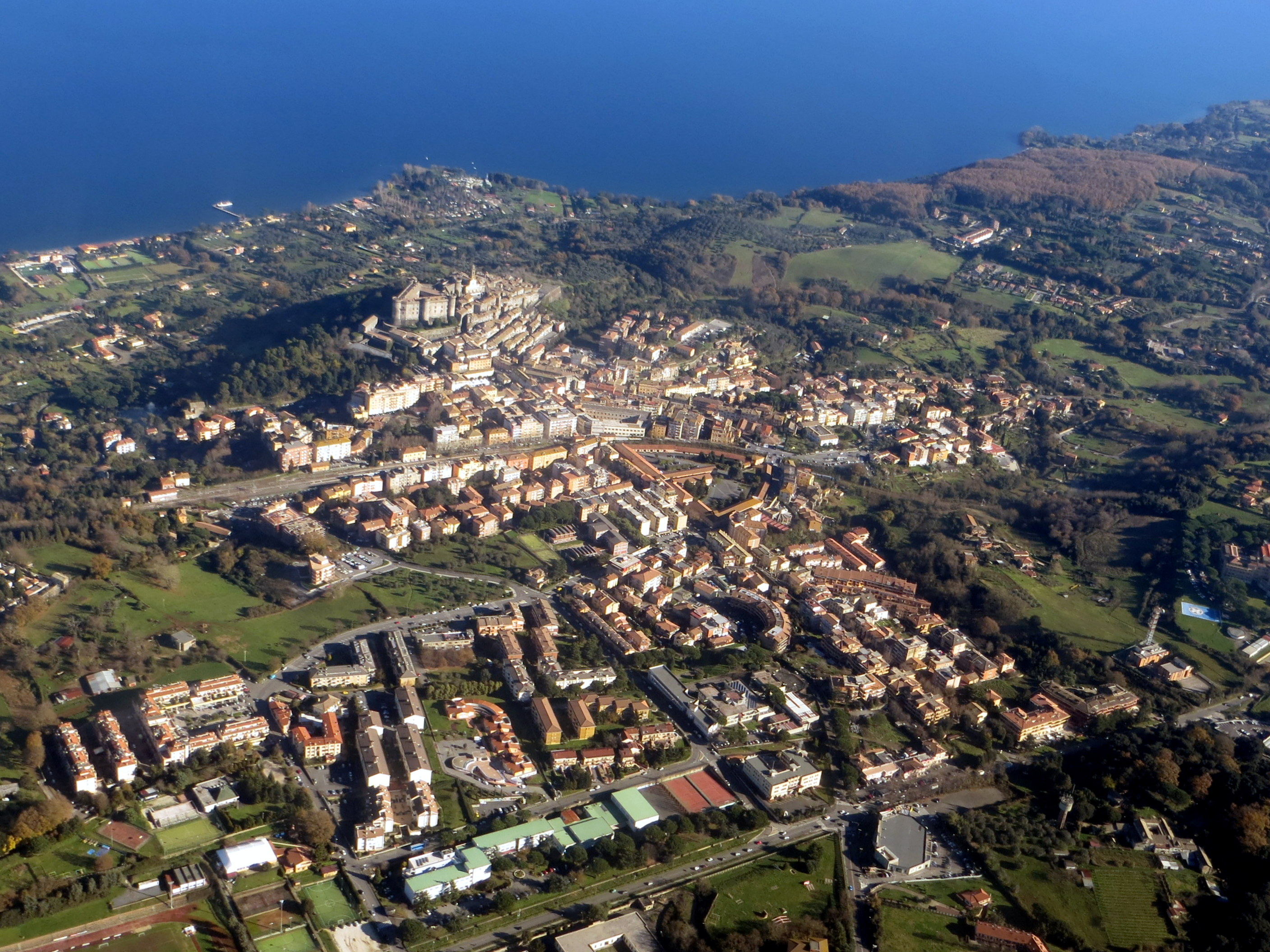
吉安·焦爾達諾·奧爾西尼的封地布拉恰諾

費麗切獲得15,000杜卡特金幣的嫁妝，而她的堂妹盧克雷齊亞則獲得了10,000杜卡特金幣、十二宗徒聖殿內的一座宮殿及弗拉斯卡蒂鎮，作為教宗的女兒獲得的嫁妝竟然比自己的堂妹少是很奇怪的，學者認為儒略二世對待自己女兒如此不友好的主要原因是想與他的前任教宗亞歷山大六世積極利用裙帶關係與不忌諱的炫耀自己女兒盧克雷齊亞·波吉亞的形象做區隔。儒略二世更進一步的透過禁止費麗切的婚禮舉行盛大的慶祝活動及不出席自己女兒的婚禮來羞辱她。婚禮在1506年5月25日於一座年久失修的宮殿坎切雷利亞（Cancelleria，今斯福爾扎-切薩里尼宮 (真扎諾-迪羅馬)）舉行。
一些學者認為這是一段不愉快的婚姻，他們聲稱吉安·焦爾達諾嘲笑費麗切是教宗的私生女。但證據顯示吉安·焦爾達諾其實挺喜歡費麗切的，他稱她具備管理能力及外交技巧，並鼓勵她追求自己的野心。
費麗切在這段婚姻的前兩年的主要目標是生下一個兒子，因為這麼做才能確保她在奧爾西尼家族裡的安全及地位，如果沒有兒子她會失去這段婚姻所帶來的權力及財富。

### 與父親的和解
在儒略二世拒絕出席她的婚禮後，費麗切深感不被父親尊重並因此怨恨他，這對父女之間的裂痕持續數個月，在儒略二世的努力調和下，他於1506年6月底邀請這對新婚夫婦來到梵蒂岡並舉行了奢華的慶祝宴會。在這之後父女兩人的關係逐漸好轉，儒略二世頻頻邀請費麗切作為貴賓參加羅馬舉辦的各種宴會，有時她甚至是出席者中唯一的女性，並藉著參與各種梵蒂岡活動來提升她在教廷的威望及權力。此外儒略二世也經常贈與她華麗的珠寶及鉅額的款項，其中包括後來成為費麗切最為喜愛的資產－一個鑲滿鑽石的十字架，這當初是威尼斯共和國贈與她父親的。

### 經濟活動

#### 帕洛的城堡

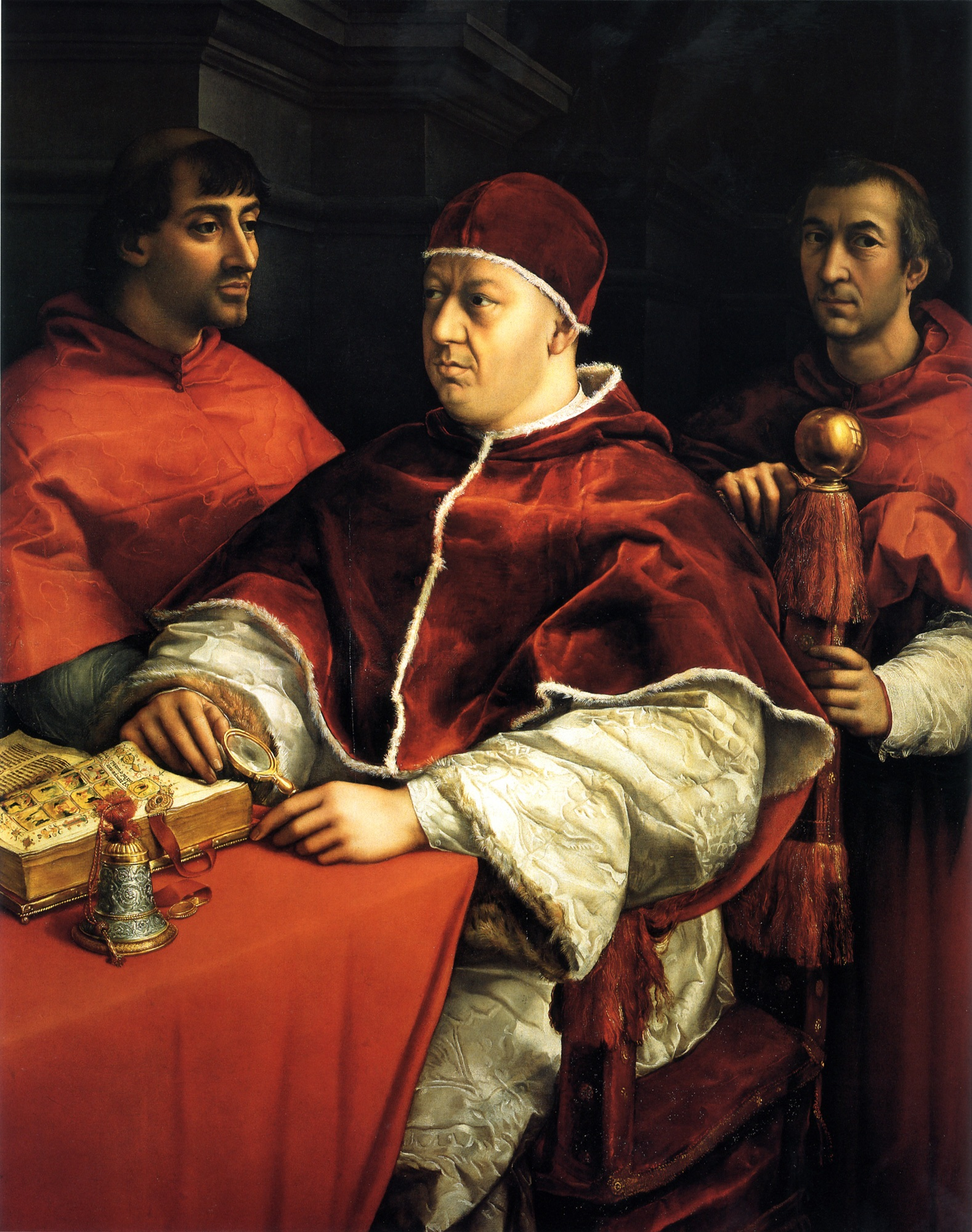
拉斐爾繪的利奧十世（中）

費麗切在兩段婚姻中獲得了為數不少的私人資產，這使她變得非常富有。而她最主要的收入來自帕洛的城堡。費麗切藉由將帕洛的城堡成為教宗的一處住所來提供她收入並藉此提高她的影響力及家族的權勢。當然帕洛城堡能成為教宗住所要歸功於她的教宗父親，不過儒略二世的繼任者利奧十世依舊將此做為教宗住所，因為帕洛城堡周圍非常適合打獵，這有助於吸引一些重要賓客前來，而之後利奧十世也將此做為官方狩獵小屋。帕洛城堡能有此殊榮主要是靠著費麗切與利奧十世的協議，教宗同意支付此城堡的任何維修及升級費用，並將此成為一個豪華的宅邸，而作為交換，費麗切同意教宗可以免費的居住於此。透過將城堡作為一個金融資產及眾多位高權重的來訪賓客，費麗切提高了德拉·羅維雷家族及她自己的良好形象。

#### 糧食貿易
除了在房產上的投資，費麗切也參與了糧食貿易作為收入來源，這項經驗使她能在吉安·焦爾達諾死後不至於失去經濟支柱。費麗切在帕洛的領地上有許多農地非常適合種植糧食作物，透過她的僕人在帳本上所留下的紀錄，這些農地很可能生產了數量龐大的小麥。然而在1533至1534年羅馬爆發了糧食危機，費麗切的收入受到了影響，這個危機的主要原因是惡劣的天氣以及不發達的交通體系所導致的。也因為如此，羅馬必須從義大利其他地區進口糧食，而這往往會導致糧食的價格翻倍。費麗切的領地都位於羅馬附近，而她所生產的糧食主要是賣給包含羅馬的周邊城市，因此這直接導致了她的收入減少。與此同時位於義大利北部的糧食供應商利用羅馬供應不足的情況將糧食的價格不斷的往上調，嚴重的破壞了糧食供應體系。即使曾經歷了這樣的危機，費麗切依舊能利用糧食為她賺取龐大的收入。

## 教宗國與法國和平談判中的角色
在義大利戰爭中期的1510年，儒略二世想要消除法國在義大利北部的勢力，為了達到此一目的，教宗解除了於1508年為了對抗威尼斯而與法國成立的康布雷同盟，並於1511年與威尼斯成立了神聖同盟，將法國排除在同盟外這一舉動使得儒略二世與路易十二間產生了緊張的關係，在法國佔領了波隆那後，儒略二世同意與路易十二談判，他派出了大主教安德魯·福爾曼及費麗切的丈夫吉安·焦爾達諾代表教宗國前去談判，並於1511年7月派了費麗切前去陪伴並協助她的丈夫，她參與了接下來兩年間與布列塔尼的安妮的談判。

## 子女

### 出生及早年
費麗切與吉安·焦爾達諾共有5個孩子 ，長男朱利奧（Giulio）於幼年時期夭折，次男弗朗切斯科（Francesco，1512－？），三子吉羅拉莫（Girolamo，1513－？）。她的長女是茱莉亞（Giulia，1507－？），次女是克拉麗切（Clarice，1514－？），如同許多16世紀貴族婦女，她聘請了乳母來哺育她的孩子，以便能在短時間內連續生育，而在她的丈夫於1517年死後，她開始親自撫養她的孩子。

### 與繼子拿波列奧內的關係
一些奧爾西尼家族的成員認為費麗切是個惡毒的繼母，因為她害她的繼子，原本在繼承權第一順位的拿波列奧內失去了繼承權並且將繼承權給了自己的孩子，不過這其實是費麗切的丈夫吉安·焦爾達諾所做的決定。事實上，費麗切似乎很同情拿波列奧內的處境，藉由她的父親，她讓拿波列奧內成為法爾法修道院的院長，並且在利奧十世在位期間提供拿波列奧內每個月1,000杜卡特金幣的收入來改善他的處境 。但費麗切發覺拿波列奧內是個具有侵略性的人，她擔心他會傷害她的孩子奪回繼承權，為了避免這種狀況發生，費麗切藉由自己與利奧十世良好的關係，確保拿波列奧內不會被擢升為樞機並與他保持適當的距離。

### 婚姻

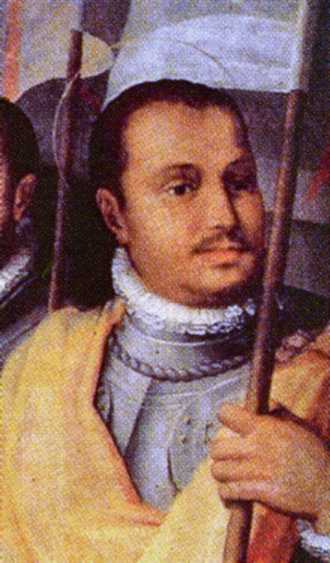
費麗切的孫子保羅·焦爾達諾一世·奧爾西尼畫像

身為強大貴族的領主夫人，費麗切積極的將她的繼子女及親生子女們與當時的名門貴族聯姻，她於1519年10月安排她的繼女卡洛塔（Carlotta）與米蘭多拉領主（Signore di Mirandola）喬凡尼·弗朗切斯科二世·皮科·德拉·米蘭多拉的次子吉安托瑪索（Giantommaso Pico della Mirandola，？－1567）間的婚姻，由於費麗切並非卡洛塔的生母，這項婚姻須經由她的繼子拿波列奧內及其他奧爾西尼家族男性同意。費麗切隨後安排將她的長女茱莉亞嫁與那不勒斯貴族，比西尼亞諾領主皮埃爾·安東尼奧·德·山塞維利諾（Pier Antonio de Sanseverino），茱莉亞獲得了40,000杜卡特及一個樞機職位作為嫁妝，作為交換，皮埃爾支付了24,000杜卡特，其中的8,000給予利奧十世，剩下的16,000給予費麗切，這段婚姻使得費麗切得到了龐大的資金並且獲得了南方強大的盟友，但這項聯姻也伴隨著許多麻煩：奧爾西尼家族不滿費麗切擅自與南方貴族結盟且茱莉亞的嫁妝是卡洛塔的兩倍，而拿波列奧內也為此感到氣憤，他認為那個樞機職位應該是屬於他的。
拿波列奧內娶了克勞迪亞·科隆納（Claudia Colonna），也因如此，法爾法修道院院長的位子被他的同父異母弟弟弗朗切斯科取代，弗朗切斯科終生未婚，但有許多私生子女。羅馬之劫後，費麗切安排另一個女兒克拉麗切嫁給了斯蒂利亞諾親王路易吉·卡拉法（Luigi Carafa），藉著卡拉法家族與西班牙良好的關係，費麗切間接獲得了強大的盟友。費麗切最後安排將她的小兒子，也是家族繼承人吉羅拉莫與聖菲奧拉的斯福爾扎家族聯姻，對象是伯爵的女兒弗朗切絲卡（Francesca），不過這段婚姻直到費麗切死後一年才得以實現，吉羅拉莫的兒子，費麗切的孫子保羅·焦爾達諾一世·奧爾西尼於1560年被擢升為布拉恰諾公爵，他的後代持續統治布拉恰諾直到1699年絕嗣。

## 寡婦生涯
吉安·焦爾達諾於1517年9月身染重病，他在意識還算清醒時留有遺囑要求費麗切作為奧爾西尼家族的攝政及財產監護人來輔佐他那未成年的子女們，吉安·焦爾達諾的親信喬凡諾·羅貝爾塔·德拉·科雷（Giovanno Roberta della Colle）記錄了他的遺囑，由於這個遺囑被詳實紀錄及公開，確保費麗切不會遭受那些厭惡她的奧爾西尼家族其他成員反對。吉安·焦爾達諾最後在同年10月11日病逝於維科瓦羅的城堡，他將財產留給他的兒子們（弗朗切斯科、吉羅拉莫及拿波列奧內），教宗利奧十世批准了一項詔書說明費麗切是吉安·焦爾達諾孩子們的監護人及財產保管人，前提是只要她繼續保持寡婦身分，這使得費麗切成為羅馬最有權勢的女人之一，也因為受過良好的人文教育，她同時是一位優秀的統治者。
關於吉安·焦爾達諾的死留有一些傳言，如威尼斯歷史學家小馬里諾·薩努托就記載吉安·焦爾達諾死前並沒有告解及行聖餐禮，因為醫生認為他根本沒病，並影射費麗切需要為他的死負責，而費麗切成為奧爾西尼-布拉恰諾的首領是非法的。一些奧爾西尼家族成員擁護時年17歲的拿波列奧內為真正的家族繼承者，但這種主張並沒有得到支持費麗切的利奧十世的認可，而關於吉安·焦爾達諾的死亡陰謀也沒有有力的證據。

## 羅馬之劫

### 逃出羅馬
當羅馬之劫發生時，費麗切並沒有待在位於蒙泰焦爾達諾的奧爾西尼宮，這很有可能救了她一命，因為那裡是最先被攻擊的地方之一，她與她的孩子們以及母親盧克雷齊亞及同母異父弟妹待在繼父的宅邸德·庫皮斯宮中，但隨著戰事逼近，他們決定按照性別劃分分開逃出羅馬，女性們穿著便服將珠寶首飾藏在衣服裡面逃到伊莎貝拉·埃斯特承租的科隆納宮裡，這裡為1,200名貴族女性及1,000位貴族男性提供庇護，而這座宮殿也是少數完全沒有被攻擊的地點之一，因為伊莎貝拉的外甥夏爾三世·德·波旁是帝國的總指揮官，而她的兒子費蘭特·貢扎加也是這次攻擊的指揮官之一。費麗切隨後支付了贖金帶著家人們逃離羅馬至奧斯蒂亞 (羅馬)並搭船前往奇維塔韋基亞與剩餘的家族成員會合 ，但不久後他們又再次分開了，因為費麗切想盡可能地遠離羅馬而且她也擔心她的繼子，正在與追隨者佔據布拉恰諾的拿波列奧內會趁著這次戰爭對她的孩子們不利，最後費麗切得到了位於烏爾比諾公國的堂兄弟的幫助，他們提供費麗切一座位於福松布羅內的宮殿，費麗切在那邊為仍處於羅馬的貴族婦女提供金錢及物質上的援助。

### 回到羅馬
羅馬之劫結束後的1528年，費麗切沒有立即返回羅馬，因為她的繼子仍然佔據著布拉恰諾並與神聖羅馬帝國的軍隊交戰，不過不久後拿波列奧內的軍隊便被擊潰，費麗切得以返回。費麗切回到羅馬後開始重建位於蒙泰焦爾達諾的家族資產，藉此重建家族聲譽，她也重建了被嚴重洗劫及破壞的山上天主聖三教堂。羅馬之劫徹底改變了費麗切的生命，因為這是她生平第一次覺得自己是個窮人。

## 藝術作品中的費麗切

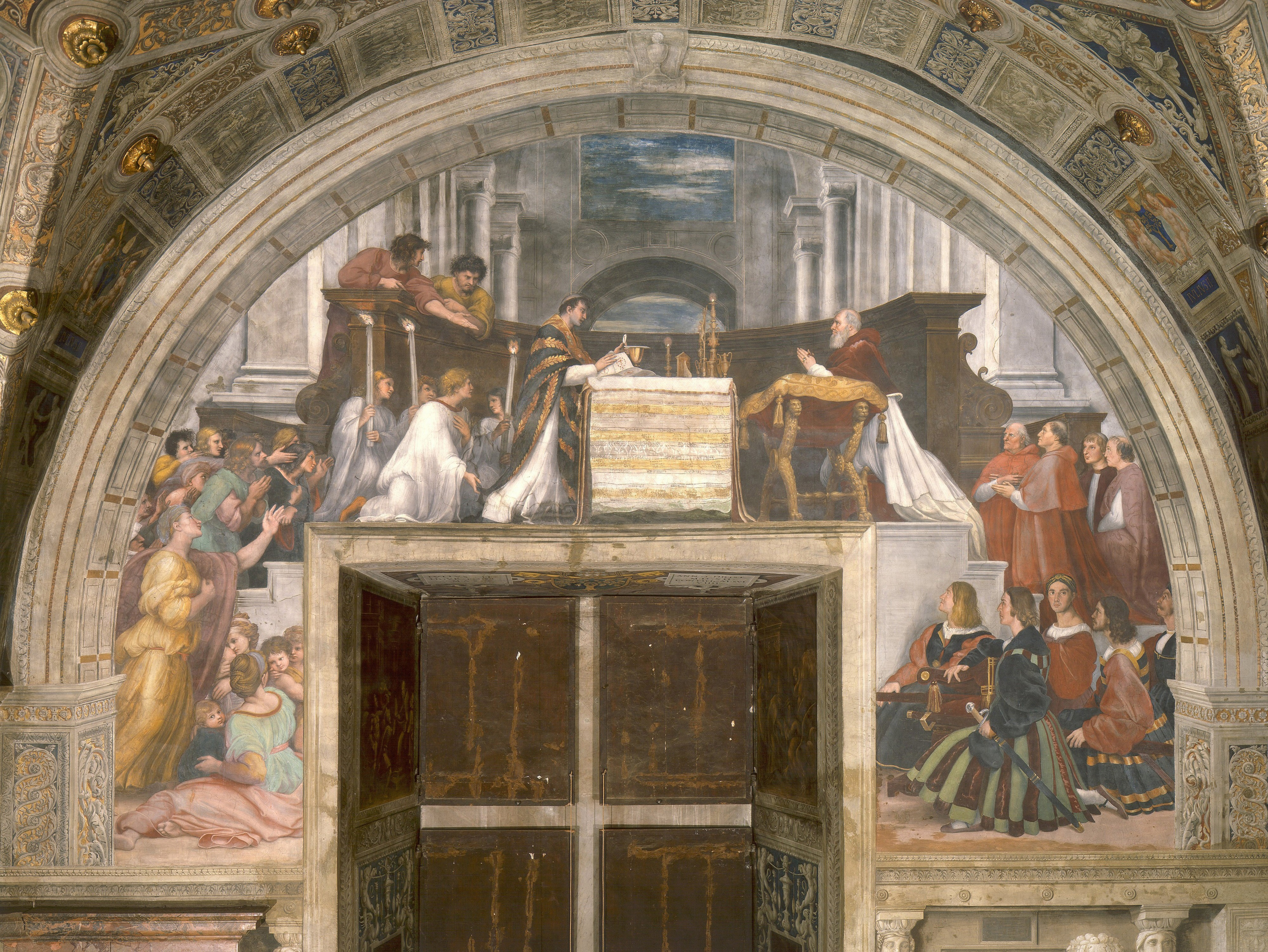
拉斐爾繪的博爾塞納彌撒壁畫全圖

雖然並沒有任何一幅畫上的角色被精確鑑定為費麗切的畫像，但卡洛琳·墨菲教授考證有兩件作品非常有可能描繪的是費麗切，一幅是拉斐爾·聖齊奧畫作博爾塞納彌撒中的一位女子，另一幅為薩巴斯提亞諾·德爾·皮翁波所繪的未知女子畫像 。博爾塞納彌撒是一幅位於拉斐爾房間的壁畫，由拉斐爾於1512年受儒略二世委託所繪製的，由於儒略二世是此畫作的贊助人，畫中男性人物大多都是德拉·羅維雷家族的成員，墨菲教授考證畫中以跪姿並凝視著儒略二世的黑衣黑髮女子為費麗切，因為唯獨她與其他畫中的女性角色相比下特別突出且穿著風格最為不同。薩巴斯提亞諾·德爾·皮翁波是當時另一個知名的畫家，而他本人也的確與費麗切熟識，再加上他的作品未知女子畫像中的女子穿著與博爾塞納彌撒中的費麗切相似，因此墨菲教授也認為這幅畫就是在描繪費麗切。即使如此，藝術界目前並沒有真正承認有任何一幅畫是在描繪費麗切，但由於儒略二世曾贊助過非常多的畫作，費麗切出現在這些作品中也不是不可能。

## 評價
雖然與同時代其他知名女性如盧克雷齊亞·波吉亞、伊莎貝拉·埃斯特相比，費麗切在現代的知名度就顯得較為遜色，但在費麗切生活的那個年代，她的確是個受人尊敬的貴族女性。除此之外，費麗切與16世紀最有權勢的人如利奧十世以及凱薩琳·德·美第奇皆有著良好的關係，儘管她的一生缺少了許多歷史檔案記載，但我們仍可從一些文件中看出她的重要性。例如法國王后凱薩琳·德·美第奇在年輕時期曾陪著費麗切一小段時間，她之後更曾寫信感謝費麗切對她的悉心照料。而教宗利奧十世對費麗切的評價也是不錯的，不僅是因為他們之間的商業關係，也是因為由費麗切所主持的各種宴會上，賓客都能感到非常滿意。她的聲譽在著名歷史學者弗朗切斯科·山索維諾的著作義大利名門望族的起源與故事（Origini e fatti delle famiglie illustri d'Italia）中也有著非常正面的評價，書中寫道費麗切的孫女繼承了她的名字同時也繼承了她良好的儀態。

### 引用
1. ↑  Murphy 2007, p 111.
2. ↑  Murphy 2005, p. 314.
3. ↑  Murphy 2005, p. 11.
4. ↑  Murphy 2005, p. 9.
5. ↑  Murphy 2005, p. 2.
6. ↑  Murphy 2005, p. 4.
7. ↑  Murphy 2005, p. 10.
8. ↑  Murphy 2005, p. 15.
9. ↑  Murphy 2005, p. 25.
10. 1 2  Murphy 2007, p. 113.
11. ↑  Murphy 2005, p.24
12. 1 2  Murphy 2005, p. 71.
13. ↑  Murphy 2005, p. 72.
14. ↑  Murphy 2005, p. 70.
15. 1 2  Murphy 2005, p. 35.
16. ↑  Shaw 1993, p. 182.
17. ↑  Murphy 2005, p. 36.
18. ↑  Murphy 2005, p. 74.
19. 1 2 3 4 5  Williams 1998, p. 55.
20. ↑  Meek 2007, p. 866.; Sansovini in Murphy 2005, p. 75.
21. 1 2  Murphy 2005, pp. 77-8.
22. ↑  Murphy 2005, p. 79.
23. ↑  Murphy 2005, pp. 80-1.
24. 1 2  Meek 2007, p. 866
25. 1 2  Murphy 2005, pp. 81-2.
26. ↑  Murphy 2005, pp. 82, 84.
27. ↑  Clough 2007, p. 759
28. ↑  Murphy 2005, p. 99.
29. ↑  Murphy 2007, pp. 114.
30. ↑  Murphy 2005, pp. 100-1.
31. ↑  Murphy 2005, pp.82
32. ↑  Murphy 2005, p. 102.
33. ↑  Murphy 2005, p. 103.
34. 1 2 3  Murphy 2007, p 116.
35. 1 2  Murphy 2005, p 158.
36. ↑  Murphy 2005, p. 256.
37. 1 2  Bullard 1982, p. 279.
38. ↑  Bullard 1982, p. 283.
39. 1 2 3  Chambers 2006, p. 118.
40. ↑  Bedini 1997, p. 5.
41. ↑  Bedini 1997, p. 6.
42. ↑  Shaw 1993, p. 289.
43. 1 2  Murphy 2005, p. 152.
44. ↑  Williams 1998, p.52.
45. ↑  Murphy 2007, p. 144.
46. ↑  Murphy 2005, pp. 100,102.
47. ↑  Murphy 2005, p. 101.
48. ↑  Murphy 2005, p. 154.
49. 1 2 3  Meek 2007, p. 867.
50. ↑  Murphy 2005, pp. 214-5.
51. 1 2  Murphy 2007, p. 119.
52. ↑  Murphy 2005, pp. 215-6.
53. 1 2  Murphy 2005, p. 210.
54. ↑  Murphy 2005, p. 211.
55. ↑  Murphy 2007, p. 118.
56. ↑  Murphy 2007, p. 119-20.
57. 1 2  Murphy 2005, pp. 275-6.
58. ↑  Murphy 2005, p. 273
59. 1 2  Williams 1998, p. 52.
60. ↑  Murphy 2005, p. 303,310-1
61. ↑  Murphy 2005, pp. 176-7.
62. ↑  Murphy 2005, p. 178.
63. ↑  Murphy 2005, p. 179.
64. ↑  Clough 2007, p. 760.
65. ↑  Murphy 2005, pp. 179-80.
66. ↑  Murphy 2005, p. 236.
67. ↑  Murphy 2005, p. 237.
68. ↑  Murphy 2005, pp. 238-9
69. ↑  Chamberlin 1979, p. 166.
70. ↑  Chamberlin 1979, pp. 166-7.
71. ↑  Murphy 2005, p. 241.
72. ↑  Chamberlin 1979, p. 239.
73. ↑  Murphy 2005, pp. 245-7.
74. 1 2  Hook 1972, p. 239.
75. 1 2  Murphy 2005, pp. 252-3.
76. ↑  Murphy 2007, p. 120.
77. ↑  Murphy 2005, p. 132, 187.
78. 1 2  Murphy 2005, p. 132.
79. ↑  Jones and Penny 1983, p.49.
80. ↑  Murphy 2005, p.133.
81. ↑  Murphy 2005, p. 298.
82. ↑  Murphy 2005, pp. 132 – 133.
83. ↑  Hirst 1981, p. 119.
84. 1 2  Murphy 2005, p.314.
85. ↑  Cummings 2012, p.viii.

### 書目
- Bullard, Melissa Meriam (1982). "Grain Supply and Urban Unrest in Renaissance Rome: The Crisis of 1533-1534." in Rome in the Renaissance: The City and the Myth,ed. P.A Ramsey. Binghamton, New York: Center for Medieval and Early Renaissance Studies. pp 279–292. ISBN 978-0-86698-057-9.
- Chamberlin, E.R (1979). The Sack of Rome. London: B.T. Batsford. ISBN 0-7134-1645-9.
- Chambers, David, and Ebrary Academic Complete (Canada) Subscription Collection. (2006). Popes, Cardinals, and War: The Military Church in Renaissance and Early Modern Europe. New York: I. B. Tauris. ISBN 978-1-84511-178-6.
- Hook, Judith (1972). The Sack of Rome: 1527. London: Palgrave MacMillan. ISBN 0-333-13272-6.
- Meek, Christine (2007). "Review of The Pope's Daughter: The Extraordinary Life of Felice della Rovere." in The Sixteenth Century Journal 38.3 (2007), pp. 866–867.
- Murphy, Caroline P (2005). The Pope’s Daughter: The Extraordinary Life of Felice della Rovere. New York: Oxford University Press. ISBN 978-0-19-518268-2.
- Murphy, Caroline P (2007). "Felice della Rovere and the Castello at Palo" in Patronage and Dynasty: The Rise of the della Rovere in Renaissance Italy. Kirksville: Truman State University Press. pp. 112–121. ISBN 978-1-931112-60-4.
- Williams, George L (1998). Papal Genealogy: The Families and Descendants of the Popes. Jefferson: McFarland. ISBN 0-7864-0315-2.
- Bedini, Silvio A., and Fundação Calouste Gulbenkian (1997). The Pope's Elephant. Manchester: Carcanet Press Ltd. ISBN 978-1-85754-277-6.
- Clough, Cecil H (2007). "Review:The Pope's Daughter" in Renaissance Studies 21.5 (2007), pp. 758–760.
- Cummings, Anthony M (2012). Pope Leo X, the Renaissance Papacy, and Music. Ann Arbor: University of Michigan Press. ISBN 978-0-472-11791-8.
- Hirst, Michael (1981). Sebastiano del Piombo. Oxford: Clarendon Press. ISBN 978-0-19-817308-3.
- Jones, Roger and Nicholas Penny (1983). Raphael. New Haven and London: Yale University Press. ISBN 978-0-300-04052-4.
- Shaw, Christine (1993). Julius II, The Warrior Pope. Cambridge, USA: Blackwell. ISBN 978-0-631-16738-9.